# Latex (typsättningssystem)

LaTeX logo, typsatt med LaTeX

LaTeX, en förkortning av Lamport TeX, är ett typsättningssystem baserat på TeX. Det omfattar dokumentstilar för artiklar, böcker, brev, presentationer med mera samt stöd för referenser och automatisk numrering av avsnitt och ekvationer. Att såpass mycket funktionalitet finns färdig från början är förmodligen anledningen till att LaTeX är det vanligaste sättet att utnyttja grundprogrammet TeX.
LaTeX används främst i vetenskapliga kretsar, i synnerhet inom det naturvetenskapliga området.
LaTeX skapades 1985 av Leslie Lamport. Den senaste stora versionen heter LaTeX2e och släpptes 1994. Mindre uppgraderingar har fram tills nyligen släppts varje halvår. LaTeX3 har varit på gång i många år, men det är nog ganska tveksamt om det inom en överskådlig framtid blir någon uppgradering. Å andra sidan har inte TeX ändrats nämnvärt sedan 1989.

## Gränssnitt för utökningar
Att själva LaTeX-kärnan inte uppgraderats på länge gör inte speciellt mycket eftersom det finns ett standardiserat gränssnitt för utökningar. En utökning kan vara i form av en dokumentklass eller ett paket. Dokumentklasser har filändelsen .cls och är självständiga. De används när en utökning är såpass väsentlig att det inte är rimligt att den ses enbart som ett tillägg till en befintlig klass (därmed inte sagt att dokumentklasser inte kan bygga på varandra). Paket har filändelsen .sty och är till för mindre ändringar. Ett dokument kan använda en dokumentklass men godtyckligt många paket.

## Omgivningar
Ett nytt begrepp som saknas i TeX är omgivningar, environments. En omgivning omsluter en textmassa på ungefär samma sätt som element i XML/HTML/SGML och är på formen
```
\begin{minomgivning}
...
\end{minomgivning}
```

En omgivning kan till exempel ge en viss formatering av texten eller mest fungera som en avgränsning för makron som bara ska vara tillgängliga inom den omgivningen. Omgivningar kan nästlas inuti varandra. Detta motsvarar i princip
```
\minomgivning{
...
}
```

i TeX, men med den viktiga skillnaden att TeX i det senare fallet först måste läsa in hela argumentet inom måsvingar, vilket kan bli problematiskt om det är stora textmängder. Det är dock fullt möjligt att även i TeX säga
```
\minomgivning
...
\endminomgivning
```

vilket i grund och botten är det sätt på vilket omgivningarna i LaTeX är implementerade.

## Nya sätt att skapa makron
Sättet man skapar makron på i vanliga TeX, \def, \xdef m.fl. har i LaTeX kompletterats av bl.a. \newcommand och \renewcommand. Syntaxen är mer uppstyrd och begränsad och stöder valfria argument till makron, vilket inte är möjligt i TeX utan att ta till några (inte helt självklara) knep. Å andra sidan saknas mönstermatchningen i \def, men om det behövs så finns förstås nämnda TeX-primitiver kvar.

## Tilläggsprogram och paket
- Den som är intresserad av att typsätta något mer än den absolut mest rudimentära inom matematiken bör ta en titt på paketet amsmath.
- Stöd för hypertext av olika slag ges med paketet hyperref av Heiko Oberdiek.
- För de som skriver texter där man behöver hålla ordning på referenser på ett smidigt sätt finns tillbehöret BibTeX som tillsammans med diverse paket och en referensdatabas ger snygga referenslistor utifrån de referenser man använt i sin text.
- LyX är ett grafiskt ordbehandlingsprogram som använder LaTeX.
- Prosper är en LaTeX-klass för att skapa overheadbilder (presentationer) i formaten PostScript eller PDF. Det är ett alternativ till Microsoft PowerPoint.

### LaTeX för Mac OS X
- TeX on Mac OS X
- TeXShop
- iTeXMac
- LyX (LyX)
- Texmaker
- TeXworks

### LaTeX för Windows
- MiKTeX (MiKTeX)
- LaTeX Editor, LEd
- LyX (LyX)
- Texmaker
- TeXworks

### LaTeX för webbläsare
- Overleaf
- LaTeX Base